# Omar Bekkali
Omar Bekkali (Hoei, 5 augustus 1978) is een Belgische atleet, die zich aanvankelijk op de 3000 m steeple en het veldlopen richtte, maar zich later specialiseerde in de discipline trappenlopen. Hij behaalde podiumplaatsen in enkele bekende trappenloopwedstrijden in de Vertical Run.

## Palmares

### 3000 m steeple
- 2001:  BK AC - 9.04,32

### veldlopen
- 1997: 139e WK U20 te Turijn
- 2001: 131e WK korte cross te Saint-Galmier

### trappenlopen
- 2010: 4de op Fleet Empire State Building Run-Up[2]
- 2011: 2de op Fleet Empire State Building Run-Up[3]
- 2012: 1ste op Kaengnam Landmark Tower Run-Up[4]
- 2012: 3de op Fleet Empire State Building Run-Up
- 2013: 1ste op Stair Climbing-race Sheraton Brussel[5]
- 2015: 1ste op Stair Climbing-race Sheraton Brussel[6]
- 2018: 2de op Fleet Empire State Building Run-Up[7]